# Os Dez Mandamentos (telenovela)
Os Dez Mandamentos é uma telenovela brasileira exibida pela Record de 23 de março de 2015 a 4 de julho de 2016 em 242 capítulos, substituindo Vitória e sendo substituída por A Terra Prometida. Foi exibida em duas temporadas: a primeira de 23 de março a 23 de novembro de 2015 em 176 capítulos e a segunda de 4 de abril a 4 de julho de 2016 em 66 capítulos. Foi a 24ª novela exibida pela emissora desde a retomada da dramaturgia em 2004.
Escrita por Vívian de Oliveira, com a colaboração de texto de Altenir Silva, Joaquim Assis, Maria Cláudia Oliveira, Emilio Boechat, João Gabriel Carneiro e Paula Richard na primeira temporada, e Alexandre Teixeira, Emilio Boechat, João Gabriel Carneiro, Joaquim Assis e Paula Richard na segunda, sob direção geral de Alexandre Avancini. É a segunda telenovela bíblica do mundo, a primeira foi O Rouxinol da Galileia, de 1968 da extinta TV Tupi.  Enquanto a primeira temporada foi produzida totalmente pela emissora, a segunda teve coprodução da Casablanca.
É uma adaptação de quatro livros que compõem a Bíblia – Êxodo, Levítico, Números e Deuteronômio – narrando a história de Moisés desde o seu nascimento até sua morte, destacando as Dez pragas do Egito, a abertura do Mar Vermelho, a libertação do povo hebreu, a revelação dos Dez Mandamentos e a travessia de quarenta anos pelo deserto até a terra prometida. A trama recebeu três indicações no Seoul International Drama Awards de 2016 nas categorias de melhor novela, melhor diretor e melhor escritor. A trama também foi indicada ao Shorty Awards, o maior prêmio mundial de redes sociais na categoria televisão.
Contou com as participações de Guilherme Winter, Denise Del Vecchio, Paulo Gorgulho, Petrônio Gontijo, Larissa Maciel, Sérgio Marone, Zé Carlos Machado e Vera Zimmermann.

## Produção
Apesar de ser vendida como "a primeira telenovela bíblica do mundo" não é! A novela O Rouxinol da Galileia, exibida pela TV Tupi em 1968, já apresentava uma trama bíblica, que acontecia durante A Paixão de Cristo. A previsão inicial era de que Os Dez Mandamentos fosse exibida em 150 capítulos, dividida em quatro fases, com gravações no RecNov em Vargem Grande no Rio de Janeiro e com as filmagens externas no Deserto de Atacama - (Chile), além de locações no estado do Paraná, no município de Guarapuava. Também ocorreram gravações com locações nos municípios fluminenses de Itaguaí e Seropédica e no bairro de Santa Cruz, na zona oeste do Rio de Janeiro. É considerada uma das produções mais caras da história da emissora, com um custo estimado de R$ 700 mil por capítulo, perdendo para, por exemplo, Milagres de Jesus (900 mil por capítulo). Foram constituídos 28 cenários e uma cidade cenográfica com mais de 7 mil metros quadrados, onde são reproduzidas as cidades dos hebreus, egípcios e midianitas. Para a gravação da telenovela, foram utilizadas câmeras digitais Arri Alexa.

### Música
A trilha sonora, de Daniel Figueiredo, é outro destaque da novela. Assim como em outras adaptações bíblicas, a Record optou por músicas instrumentais e outras em hebraico, como Miklat, tema do casal protagonista cantada por Gilbert Stein e Fortuna Safie. O tema da abertura da trama, que apresentava as dez pragas do Egito, o Monte Sinai, a peregrinação do povo hebreu no deserto, e o exército do faraó afogado no Mar Vermelho, intercaladas com as pedras que juntavam-se para formar as tábuas dos dez mandamentos e encerrando com o logo do nome da novela, também marcou muito os telespectadores, porém no dia 09/07 no capítulo 79 que exibiu o casamento de Moisés e passagem para terceira fase da trama, foi colocada como música de fundo do casamento de Moisés e Zípora. Pela primeira vez nas produções bíblicas, uma música em português: tratava-se de O amor que vem da fé ou No poço te encontrei, cantada por Kátia Jorgensen e Moyses Macedo (filho mais novo do Bispo Edir Macedo, proprietário da Record e líder fundador da Igreja Universal), uma versão com a mesma melodia de Miklat, que agradou e encantou o público que acompanhou.

### Núcleos
Dentro do núcleo egípcio, destacam-se a rainha Tuya (Angelina Muniz), a vilã Yunet (Day Mesquita/Adriana Garambone), o general Disebek (Daniel Aguiar/Eduardo Lago), a princesa do Egito e mãe adotiva de Moisés, Henutmire (Mel Lisboa/Vera Zimmermann), a segunda esposa de Seti I, Nayla (Maria Ceiça), o sacerdote Paser (Paulo Nigro/Giuseppe Oristanio) e seu assistente Simut (Renato Livera), os oficiais Bakenmut (Kiko Pissolato) e Ikeni (Victor Pecoraro), o feitor Apuki (Heitor Martinez), sua esposa Judite (Nanda Ziegler) e seus filhos Ana (Tammy di Calafiori) e Jairo (Gabriel Quaresma/Erich Pelitz), além do cozinheiro do palácio, Gahiji (Fernando Sampaio) e seu filho Chibale (Júlio Oliveira), os artesãos israelitas Hur (Floriano Peixoto) e Uri (Rafael Sardão), respectivamente pai e filho, a dama de companhia de Nefertari, Karoma (Roberta Santiago), o filho de Ramsés, Amenhotep (José Victor Pires), o filho de Ikeni e Karoma, Pepy (Íttalo Paixão), o comerciante Meketre (Luciano Szafir), sua esposa Taís (Babi Xavier), seus filhos Meryt (Nikki Meneghel), Hori (Kauã Torres) e o bastardo Bak (Matheus Lustosa), e o dono do bordel Casa de Senet, Ahmós (Carlos Bonow).
Ainda há o núcleo da vila dos hebreus, formado por Eliseba (Gabriela Durlo), a esposa de Arão, e seus filhos Nadabe (Higor Castro/Marco Antonio Gimenez), Abiú (Kaik Brum/Daniel Siwek), Itamar (Henrique Gottardo) e Eleazar Rafael Sun /   Bernardo Velasco), o amigo de Arão e operário Num (Vicente Tuchinsky/Licurgo), morto por Apuki por vingança, sua esposa Amália (Marina Moschen/Lisandra Souto), o pai de Moisés, Arão e Miriã, Anrão (Roger Gobeth/Paulo Gorgulho), a esposa de Uri, Leila (Juliana Didone), a irmã Abigail (Bianka Fernandes) e o filho Bezalel (Luiz Felipe Mello/Igor Cosso), os operários Zelofeade (Felipe Cardoso) e Eldade (Paulo Reis).
Com o passar da novela, o núcleo midianita é introduzido durante a fuga de Moisés do Egito, sendo composto por Zípora (Gisele Itié), o pai Jetro (Paulo Figueiredo) e as irmãs, Adira (Rayana Carvalho), Jerusa (Thais Müller), Betânia (Marcela Barrozo), Ada (Camila Santanioni), Damarina (Talita Younan) e Jaque (Rafaela Sampaio/Fran Maya), os filhos de Moisés, Gérson (Luiz Eduardo Oliveira) e Eliézer (Gustavo Henzel), além do comerciante Baruk (Bemvindo Sequeira) e seus filhos Aníbal (Thierry Figueira) e Menahem (Jorge Pontual).
O núcleo israelita é ampliado na terceira fase, introduzindo personagens como o filho de Num e Amália, Oseias (Sidney Sampaio) e seu melhor amigo, Calebe (Rodrigo Vidigal), a esposa de Eleazar, Inês (Brendha Haddad) e o filho do casal, Fineias (Pietro Buannafina), o escultor Aoliabe (Fabio Beltrão), o chefe dos trabalhadores israelitas, Corá (Victor Hugo), sua esposa Bina (Kátia Moraes), os filhos Assir (Leonardo Braga) e Elcana (João Pedro Franco), e a irmã Safira (Jeniffer Setti), que por sua vez é casada com Datã (Bruno Padilha). Além disso, estão envolvidos no núcleo, o irmão de Datã, Abirão (Sandro Rocha), a amiga de Safira, Karen (Anita Amizo), e a sobrinha de Zelofeade, Deborah (Pérola Faria). Na primeira fase, personagens fizeram rápidas aparições, e por sua vez não apareceram mais nas fases seguintes, como o antigo dono do bordel Casa de Senet, Bennu (Iran Malfitano), e as parteiras de Moisés, Puá (Valéria Alencar) e Sifrá (Stella Freitas).
A novela também teve participações especiais que duraram poucos capítulos, como por exemplo a filha do sumo sacerdote do Egito, Maya (Bárbara França) e ex-noiva de Ramsés, que morre envenenada em um plano de Yunet e Disebek, Anippe (Bárbara Quercetti), uma das amantes do general Disebek, Panahasi (Daniel Satti), um feitor egípcio assassinado por Moisés para defender um hebreu, Teti (Fernanda Nizzato), uma ex-noiva de Ramessés, Raymundo de Souza como Nabor, um homem que recebe Moisés e sua família em sua estalagem durante seu caminho ao Egito e Andréa Avancini como sua esposa, Joana, além de Arianny Carvalho, Renata Pirillo e Juliana Kelling como esposas de Seti I, Rocco Pitanga como Jahi, sobrinho da esposa de Seti, Nayla, e sua irmã, a princesa Radina (Aisha Jambo), e Adriano Petermann e William Vita interpretando respectivamente, os sacerdotes Janes e Jambres, contratados por Ramsés para contaminarem a fonte dos hebreus com sangue. Depois da fuga dos hebreus do Egito, o núcleo dos amalequitas é brevemente introduzido, com seu rei, Amaleque (Ricardo Petraglia), pelejando contra os israelitas, e seus guerreiros, Zuri e Amir, interpretados respectivamente pelos atores Adriano Toloza e Jandir Ferrari.

## Efeitos especiais

### Abertura do Mar Vermelho
Uma das cenas mais esperadas desde que a novela Os Dez Mandamentos começou foi a abertura do Mar Vermelho. A sequência de cenas foi gravada em maio de 2015, na Fazenda Lama-Preta, no Rio de Janeiro. O episódio cravou recorde histórico com média de 28 pontos, com picos de 31 e 39% de share na Grande São Paulo, no Grande Rio, cravou 32 pontos com 36 de pico e 47% de share. Para a gravação foram usados 120 animais, mais de 400 figurantes e 240 profissionais envolvidos nos 31 dias de filmagens. Inicialmente a abertura do Mar Vermelho estava programada para ir ao ar dia 27 de outubro de 2015, mas como a trama ganhou mais 20 capítulos, a exibição foi adiada em duas semanas, sendo exibida no dia 10 de novembro de 2015.
Além de envolver um grande número de funcionários desde o elenco de apoio até os responsáveis pela pós-produção, realizada pelo Stargate Studios, em Hollywood, que produz efeitos especiais em séries como Revenge, CSI e The Walking Dead, o capítulo em que Moisés (Guilherme Winter) abriu o Mar Vermelho para a fuga dos hebreus custou à Record o investimento de R$ 1 milhão. Esses custos vão desde o elenco até os recursos gráficos. Tanto a abertura do Mar Vermelho quanto a sétima praga tiveram a superprodução do estúdio americano Stargate Studios, que ficou responsável pela computação gráfica. Para as cenas do fechamento do Mar Vermelho foram produzidas quatro rampas de 12 metros de altura, feitas de madeira e metal, que despejavam 12 mil litros de água reutilizada sobre os atores e figurantes. Para esta sequência foram utilizados no total 20 mil litros de água transportados em dez caminhões-pipa.

### As pragas do Egito
A atriz, que vive Nefertari, a mulher do faraó Ramsés II (Sérgio Marone), ficou completamente coberta de sangue cenográfico ao gravar a cena em que a rainha resolve tomar um banho na piscina do palácio e, ao mergulhar, emerge da água tingida de vermelho. “Fiquei manchada por quase uma semana”, disse Camila Rodrigues ao site oficial da novela. Em entrevista ao R7, Petrônio Gontijo, conta como a cena em que a água vira sangue foi gravada e revela curiosidades sobre os bastidores da praga das rãs: "Arão não transforma a água em sangue, ele é usado por Deus para que aquilo aconteça. Nós gravamos a cena cerca de três vezes para capturar todos os detalhes. Filmamos de longe, de perto e apenas o lago, justamente para ter material nos diversos ângulos possíveis. Assim, a equipe de efeitos pôde trabalhar em cima destas imagens."
Arão não sofre os efeitos das pragas e aparece apenas no momento em que elas são criadas. Petrônio Gontijo não teve contato com animais de verdade, mas revela que se divertiu na gravação com rãs de borracha. "Foi muito engraçado ver o bicho desanimado e imaginar que ele tem vida. Não é normal dividir o set de gravação com sapos de mentira. Depois, eu assisti à cena da praga das rãs já com efeito e ficou incrível. O trabalho da equipe de 3D está espetacular". O ator conta que não tem experiência com cenas em que há efeitos especiais e diz que a concentração é primordial neste tipo de gravação. "A concentração é mais importante do que a imaginação. Precisamos pensar que as coisas estão acontecendo ali, quando na verdade nada acontece. A atenção é redobrada, pois temos que estar cientes do que vamos fazer para não perder o foco". Embora não tenha contracenado com animais inusitados durante as gravações, Gontijo revela dois bichos que causariam certo nervoso. "Sou tranquilo, até porque vim do mato, do interior, e cresci no brejo. Meu problema não seria sapo, barata, mosca, nada disso. Não consigo imaginar uma aranha subindo pelo meu corpo ou um rato, acho que seria arrepiante. Ainda assim, faria o que fosse preciso".
Em entrevista ao UOL em setembro de 2015, Alexandre Avancini, diretor da trama, elegeu a chuva de gelo e fogo como a praga mais difícil de gravar. O castigo envolveu todo o elenco, além de dublês e figurantes. Segundo ele, a cidade cenográfica foi completamente destruída para as filmagens, feitas pela equipe da Record. Já os efeitos especiais ficaram a cargo da produtora norte-americana Stargate, que tem no currículo produções como Walking Dead e Spartacus.

### Outros efeitos especiais
Na cena em que Moisés se depara com a sarça em chamas, o público não viu nada além do que uma imagem feita em 3D, conta o produtor de efeitos da Record, Rick Ramos: "É uma árvore muito específica, então seria inviável encontrar algo igual e colocar fogo, correndo o risco de não queimar. Decidimos fazer em computação gráfica. Nossa equipe recebeu imagens enviadas pelo diretor da novela, Alexandre Avancini, e pela autora, Vívian de Oliveira. Daí, produzimos e modelamos uma planta de acordo com nossa referência". Para “marcar o território” da planta, ou seja, indicar o ponto certo em que ela seria inserida nas imagens através da computação gráfica, a equipe usou um garfo de fogo durante a gravação. Acrescentar uma planta em chamas às imagens brutas não foi a única tarefa da equipe de efeitos. Rick Ramos conta que alterações foram feitas no local em que Guilherme Winter gravou a cena, com a ajuda do computador. O produtor explica que a árvore foi construída em 3D, assim como o fogo. Todo o trabalho durou quase uma semana.
Os efeitos em 3D no início da segunda temporada precisaram ficar prontos em poucas semanas, ao contrário da abertura do Mar Vermelho, que levou mais de um ano da preparação à execução e custou à Record R$ 1 milhão, a principal cena da primeira fase da novela que foi assinada pelo estúdio Stargate. Depois de ler o roteiro escrito por Vívian de Oliveira, a equipe prepara o storyboard, sequência em desenho das cenas que deverão ser gravadas. Para otimizar tempo, a sequência é animada e ganha efeitos especiais antes mesmo das gravações no RecNov, mas precisava ser aprovada pela direção da Record. A mão de Deus, por exemplo, era azul nas primeiras animações e teve a cor alterada. "As primeiras sequências do primeiro capítulo tiveram muitos efeitos especiais. A Casablanca conduz a parte técnica e de produção. A parte artística é da Record. A parceria está sendo ótima. É uma continuação, facilitou muito o trabalho. Se fosse uma novela 100% nova, seria impossível. Vamos ter duas cidades novas, com dois palácios novos", antecipa Alexandre Avancini, diretor-geral de Os Dez Mandamentos. ''Para esses tipos de efeitos, muitas vezes tivemos que criar soluções próprias com softwares construídos aqui. Nossos artistas sempre buscam por referências que agregam na visão artística do diretor, mas nesse projeto é difícil, pois poucas obras retrataram tantos acontecimentos grandiosos e espetaculares dessa natureza divina em tão grande volume. Nossa referência principal são os capítulos anteriores de Os Dez Mandamentos", explica Edu Cazev, diretor de 3D da Casablanca.

## Enredo

### Primeira temporada

#### Primeira fase
A novela começa na cidade de Pi-Ramessés no Egito aproximadamente 1300 a.C., quando o poderoso faraó Seti, que odeia e despreza o povo hebreu, decreta a morte de todos os bebês israelitas do sexo masculino. A filha do faraó é a princesa Henutmire, de bom coração, que está prestes a se casar com o general Disebeck. Este leva sua amante Yunet para morar no palácio, dizendo que é sua prima. Yunet finge ser amiga da princesa e se torna sua dama de companhia. Após o casamento, a mulher começa a fazer com que Henutmire perca os bebês causando grande dor à princesa. Yunet descobre que está grávida de Disebeck e, para que ninguém desconfie, se casa com o sacerdote Paser. É nesse período que a hebreia Joquebede dá a luz ao bebê Moisés. Ela, seu marido Anrão e seus filhos Miriã e Arão tentam escondê-lo por causa do decreto do rei. Mas logo Moisés é descoberto. Anrão luta para salvar seu filho, mas acaba morrendo, Joquebede sem outra escolha, o coloca em um cesto de junco e o lança ao Rio Nilo, confiando que Deus o levará para um local seguro. O cesto desce o Rio Nilo e vai parar nas mãos de Henutmire, que desde o primeiro momento demonstra amor pela criança. Mas Miriã, que seguiu o cesto, diz à princesa que conhece uma ama de leite para o garoto e o leva para casa novamente. Henutmire consegue que seu pai suspenda o decreto.
Três anos depois, Henutmire continua a perder filhos e chega ao ponto de tentar suicídio, mas se lembra de Moisés, e com muita tristeza o adota à força. Moisés é criado como um príncipe egípcio e se torna o melhor amigo de de seu tio-irmão Ramsés e Nefertari (filha de Yunet).

#### Segunda fase
Trinta anos depois, Moisés é um ótimo guerreiro e arquiteto. Ele e Ramsés mantêm uma amizade inabalável. Mas tudo começa a mudar quando os dois se apaixonam por Nefertari, o que causa vários conflitos. Arão, irmão hebreu de Moisés, é um homem revoltado que vive em conflito com o feitor Apuki mas se controla em consideração à sua esposa Eliseba, sua irmã mais velha Miriã e por sua mãe Joquebede, que sofre profundamente por estar longe de seu filho. Na vila dos hebreus também vive Leila, uma mulher de fé. Tanto, que quando seu marido Uri e seu sogro Hur vão se tornar joalheiros do rei e adorar os deuses egípcios, ela se separa e vai criar seu filho Bezalel junto com sua irmã Abigail. Mas com medo de seu filho se tornar escravo, vai morar no palácio.
Nefertari começa a namorar Moisés provocando assim o ódio de sua mãe Yunet que quer ver sua filha casada com Ramsés, futuro rei. Ela então conta a Moisés sobre sua origem. Ao saber de toda verdade, o príncipe  se envolve no sofrimento de seu povo, chegando ao ponto de matar um oficial egípcio para defender um hebreu. Após Yunet descobrir isso, usa seu marido Paser para contar tudo ao rei, que ordena sua morte. Moisés com ajuda de Ramsés e Henutmire e de sua família hebreia, foge para Midiã. Lá ele conhece a bela e rebelde Zípora, se casa com ela e se torna um pastor de ovelhas. No Egito, mesmo com a ida de Moisés, Ramsés não consegue se casar com Nefertari, pois seu pai não permite. Mas Yunet o mata e assim Ramsés assume o trono e se casa com ela. No casamento são reveladas todas as maldades de Yunet e ela é expulsa do palácio tornando-se uma mendiga.

#### Terceira fase
Muitos anos depois, Moisés um dia está a pastorear um rebanho quando recebe um chamado de Deus e o manda voltar ao Egito para que junto com seu irmão Arão liberte todo o povo hebreu da escravidão. Ao voltar para o Egito, Moisés tem que enfrentar aquele que um dia considerou como um irmão e agora se tornará seu pior inimigo. Somente após as dez pragas do Egito Ramsés liberta o povo. Mas acaba voltando atrás e decide persegui-los através do deserto. É então que Deus, em uma das cenas mais grandiosas da novela, abre o Mar Vermelho, deixando o povo hebreu passar, e depois o fecha matando o exército egípcio que os persegue. No deserto Deus revela a Moisés os Dez Mandamentos, um conjunto de regras que todos os hebreus deveriam seguir.

### Segunda temporada
Moisés libertou seu povo do Egito e agora enfrenta um novo desafio: conduzir milhares de hebreus pelo deserto rumo à Terra Prometida. Porém, para chegar a Canaã, eles precisam atravessar uma região habitada por reinos inimigos, que temem que o povo do Deus de Israel invada suas terras. Além disso, apesar de todas as maravilhas que testemunham, há ainda hebreus que duvidam e, ao primeiro sinal de dificuldade, reclamam e conspiram contra Moisés, tornando sua tarefa ainda mais árdua. O desafio de Moisés é transformar os hebreus em uma nação santa e poderosa e vencer os povos inimigos que tentarão destruí-los para impedir que cheguem até Canaã – a Terra Prometida.

## Exibição
| Temporada | Temporada | Episódios | Episódios | Exibição            | Exibição               |
| Temporada | Temporada | Episódios | Episódios | Estreia             | Final                  |
| --------- | --------- | --------- | --------- | ------------------- | ---------------------- |
|           | 1         | 176       | 242       | 23 de março de 2015 | 23 de novembro de 2015 |
|           | 2         | 66        | 242       | 4 de abril de 2016  | 4 de julho de 2016     |

## Elenco

### Primeira temporada
| Intérprete            | Personagem                     |
| --------------------- | ------------------------------ |
| Guilherme Winter      | Moisés                         |
| Sérgio Marone         | Ramsés II, Faraó do Egito      |
| Giselle Itié          | Zípora                         |
| Camila Rodrigues      | Nefertari, Rainha do Egito     |
| Adriana Garambone     | Yunet                          |
| Zé Carlos Machado     | Seti I, Faraó do Egito         |
| Angelina Muniz        | Tuya, Rainha do Egito          |
| Marcela Barrozo       | Betânia                        |
| Denise Del Vecchio    | Joquebede                      |
| Vera Zimmermann       | Henutmire, Princesa do Egito   |
| Eduardo Lago          | Disebek, General do Egito      |
| Floriano Peixoto      | Hur                            |
| Larissa Maciel        | Miriã                          |
| Petrônio Gontijo      | Arão                           |
| Gabriela Durlo        | Eliseba                        |
| Juliana Didone        | Leila                          |
| Rafael Sardão         | Uri                            |
| Giuseppe Oristanio    | Paser, Sumo Sacerdote do Egito |
| Paulo Figueiredo      | Jetro, Sacerdote de Midiã      |
| Sidney Sampaio        | Oséias / Josué                 |
| Tammy di Calafiori    | Ana                            |
| Heitor Martinez       | Apuki                          |
| Nanda Ziegler         | Judite                         |
| Erich Pelitz          | Jairo                          |
| Luciano Szafir        | Meketre                        |
| Babi Xavier           | Taís                           |
| Vitor Hugo            | Corá                           |
| Victor Pecoraro       | Ikeni                          |
| Roberta Santiago      | Karoma                         |
| Rayana Carvalho       | Adira                          |
| Jorge Pontual         | Menahem                        |
| Marco Antônio Gimenez | Nadabe                         |
| Daniel Siwek          | Abiú                           |
| Bernardo Velasco      | Eleazar                        |
| Brendha Haddad        | Inês                           |
| Henrique Gottardo     | Itamar                         |
| Thierry Figueira      | Aníbal                         |
| Bemvindo Sequeira     | Baruk                          |
| Maria Ceiça           | Nayla                          |
| Aisha Jambo           | Radina                         |
| Kiko Pissolato        | Bakenmut                       |
| Igor Cosso            | Bezalel                        |
| Fabio Beltrão         | Aoliabe                        |
| Pérola Faria          | Deborah                        |
| Fernando Sampaio      | Gahiji                         |
| Talita Younan         | Damarina                       |
| Thais Müller          | Jerusa                         |
| Camila Santanioni     | Ada                            |
| Rocco Pitanga         | Jahi                           |
| Paulo Reis            | Eldade                         |
| Renato Livera         | Simut                          |
| Bruno Padilha         | Datã                           |
| Sandro Rocha          | Abirão                         |
| Felipe Cardoso        | Zelofeade                      |
| Bianka Fernandes      | Abigail                        |
| Carlos Bonow          | Ahmós                          |
| Anita Amizo           | Karen                          |
| Júlio Oliveira        | Chibale                        |
| Rodrigo Vidigal       | Calebe                         |
| Jeniffer Setti        | Safira                         |
| Kátia Moraes          | Bina                           |
| José Victor Pires     | Amenhotep, Príncipe do Egito   |
| Rafaela Sampaio       | Jaque (criança)                |
| Fan Silva             | Abner                          |
| Gustavo Henzel        | Gérson                         |
| Luiz Eduardo Oliveira | Eliézer                        |
| Ittalo Paixão         | Pepy                           |
| Matheus Lustosa       | Bak                            |
| Nikki Meneghel        | Meryt                          |
| Kauã Torres           | Hori                           |
| Pietro Buannafina     | Finéias                        |
| João Pedro Franco     | Elcana                         |
| Leonardo Braga        | Assir                          |

Participações especiais
| Intérprete            | Personagem                             |
| --------------------- | -------------------------------------- |
| Roger Gobeth          | Anrão                                  |
| Paulo Gorgulho        | Anrão                                  |
| Samara Felippo        | Joquebede (jovem)                      |
| Mel Lisboa            | Henutmire, Princesa do Egito (jovem)   |
| Day Mesquita          | Yunet (jovem)                          |
| Daniel Aguiar         | Disebek (jovem)                        |
| Marina Moschen        | Amália                                 |
| Lisandra Souto        | Amália                                 |
| Vicente Tuchinski     | Num                                    |
| Licurgo Spinola       | Num                                    |
| Paulo Nigro           | Paser (jovem)                          |
| Iran Malfitano        | Bennu                                  |
| Milhem Cortaz         | Bomani                                 |
| Stella Freitas        | Sifrá                                  |
| Valéria Alencar       | Puá                                    |
| Pedro Pupak           | Moisés (criança)                       |
| Enzo Simi             | Moisés (criança)                       |
| Victório Ghava        | Arão (criança)                         |
| Kadu Schons           | Arão (criança)                         |
| Isabella Koppel       | Miriã (criança)                        |
| Ariela Massoti        | Miriã (criança)                        |
| Carlos Augusto Salles | Ramsés II, Príncipe do Egito (criança) |
| Edu Pinheiro          | Ramsés II, Príncipe do Egito (criança) |
| Giovanna Maluf        | Nefertari (jovem)                      |
| Higor Castro          | Nadabe (jovem)                         |
| Kaik Brum             | Abiú (criança)                         |
| Rafael Sun            | Eleazar (criança)                      |
| Luiz Felipe Mello     | Bezalel (criança)                      |
| Gabriel Quaresma      | Jairo (criança)                        |
| Raymundo de Souza     | Nabor                                  |
| Andréa Avancini       | Joana                                  |
| Ricardo Petraglia     | Amaleque                               |
| Jandir Ferrari        | Amir                                   |
| Bárbara França        | Maya                                   |
| Bárbara Quercetti     | Anippe                                 |
| Daniel Satti          | Panahasi                               |
| Adriano Toloza        | Zuri                                   |
| Fran Maya             | Jaque                                  |
| Fernanda Nizzato      | Teti                                   |
| Renata Pirillo        | Mereatmut                              |
| Raissa Peniche        | Bintanat                               |
| Arianny Carvalho      | Henuttawy                              |
| Juliana Kelling       | Meritamon                              |
| Karen Beringhs        | Nebettawy                              |
| Oscar Calixto         | Orsocom                                |
| Josias Duarte         | Benicio                                |
| Adriano Petermann     | Janes                                  |
| William Vita          | Jambres                                |
| Ana Paula Lima        | Isabel                                 |

### Segunda temporada
| Intérprete            | Personagem                      |
| --------------------- | ------------------------------- |
| Guilherme Winter      | Moisés                          |
| Giselle Itié          | Zípora                          |
| Dudu Azevedo          | Zur, Rei de Midiã               |
| Marcela Barrozo       | Betânia                         |
| Daniel Alvim          | Balaque, Rei de Moabe           |
| Francisca Queiroz     | Elda, Rainha de Moabe           |
| Leonardo Vieira       | Balaão                          |
| Denise Del Vecchio    | Joquebede                       |
| Petrônio Gontijo      | Aarão, Sumo Sacerdote de Israel |
| Rayanne Morais        | Joana                           |
| Larissa Maciel        | Miriã                           |
| Floriano Peixoto      | Hur                             |
| Sidney Sampaio        | Josué                           |
| Rayana Carvalho       | Adira                           |
| Tammy di Calafiori    | Ana                             |
| Vitor Hugo            | Corá                            |
| Kátia Moraes          | Bina                            |
| Sandro Rocha          | Abirão                          |
| Talita Castro         | Libna                           |
| Bruno Padilha         | Datã                            |
| Jeniffer Setti        | Safira                          |
| Camila Santanioni     | Ada                             |
| Bernardo Velasco      | Eleazar                         |
| Juliana Didone        | Leila                           |
| Fernando Sampaio      | Gahiji                          |
| Felipe Cardoso        | Zelofeade                       |
| Bianka Fernandes      | Abigail                         |
| Paulo Vilela          | Natan                           |
| Talita Younan         | Damarina                        |
| Brendha Haddad        | Inês                            |
| Aisha Jambo           | Radina                          |
| Hylka Maria           | Aviva                           |
| Brenda Sabryna        | Emma                            |
| Rodrigo Vidigal       | Calebe                          |
| Jessika Alves         | Noemi                           |
| Nina de Pádua         | Dorcas                          |
| Roney Villela         | Rishon                          |
| Alexandre Barros      | Oren                            |
| Thais Müller          | Jerusa                          |
| Pérola Faria          | Deborah                         |
| Igor Cosso            | Bezalel                         |
| Fabio Beltrão         | Aoliabe                         |
| Fran Maya             | Jaque                           |
| Ricardo Pavão         | Seom, Rei dos Amorreus          |
| Paulo Reis            | Eldade                          |
| Henrique Gottardo     | Itamar                          |
| Renato Livera         | Simut                           |
| Ray Erlich            | Talita                          |
| Carolina Chalita      | Tanya                           |
| Júlio Oliveira        | Chibale                         |
| Danilo Mesquita       | Tales                           |
| Bruno Ahmed           | Quenaz                          |
| Anna Rita Cerqueira   | Yarin                           |
| Bia Braga             | Dumá                            |
| Ricardo Vandré        | Lemuel                          |
| Monalisa Eleno        | Siloé                           |
| Robson Santos         | Abukar, Rei da Núbia            |
| Carolina Bezerra      | Aija                            |
| Keff Oliveira         | Jair                            |
| Gustavo Henzel        | Gérson                          |
| Luiz Eduardo Oliveira | Eliézer                         |
| Arthur Moraes         | Abner                           |
| Gustavo Flores        | Fineias                         |
| Nicole Orsini         | Raya                            |
| Leonardo Braga        | Assir                           |
| João Pedro Franco     | Elcana                          |

Participações especiais
| Intérprete               | Personagem                |
| ------------------------ | ------------------------- |
| Paulo Figueiredo         | Jetro, Sacerdote de Midiã |
| Marco Antônio Gimenez    | Nadabe                    |
| Daniel Siwek             | Abiú                      |
| Felipe Cunha             | Jonas                     |
| Leonardo Miggiorin       | Otniel                    |
| Guilherme Boury          | Iru                       |
| Milhem Cortaz            | Calebe                    |
| Nívea Stelmann           | Noemi                     |
| Marisol Ribeiro          | Acsa                      |
| Raymundo de Souza        | Quemuel                   |
| Zeca Carvalho            | Quenaz                    |
| Rafael Queiroz           | Fineias                   |
| Thiago Ciccarino         | Abner                     |
| Rafael D'Ávila           | Eliézer                   |
| Isabel Cavalcanti        | Raya                      |
| Cláudio Garcia           | Baraquias                 |
| Antônio Pina             | Gérson                    |
| Cris Ribas               | Cosby                     |
| Beto Malvão              | Eli                       |
| Helena Labri             | Rebecca                   |
| Rohan Baruck             | Ezequiel                  |
| Carla Guapyassu          | Sara                      |
| Daniel de Assis Trindade | Matheus                   |
| Anna Sant Ana            | Macla                     |
| Giselle Tucunduva        | Tirza                     |
| Luana Ribeiro            | Noah                      |
| Monique Rocha            | Hogla                     |
| Gabriela Gonçalves       | Milca                     |
| Daniel Granieri          | Assir                     |
| Arthur Monteiro          | Elcana                    |
| Luiz Lobo                | Ariel                     |
| Rodrigo Cirne            | Ilan                      |
| Sâmia Abreu              | Eva                       |
| Dani Caldeira            | Emma                      |
| Felipe Sobral            | Jetro                     |
| Pietro Buannafina        | Fineias (jovem)           |
| Thiago Giacomini         | Chefe da guarda           |

## Trilha sonora
| N.º            | Título                                                   | Duração |  |
| 1.             | "No Poço te Encontrei - Moysés Macedo e Katia Jorgensen" | 3:32    |  |
| 2.             | "Tigres - Daniel Figueiredo"                             | 1:18    |  |
| 3.             | "Ritcatorze - Daniel Figueiredo e William Bordokan"      | 2:15    |  |
| 4.             | "Escaldante - Daniel Figueiredo"                         | 1:54    |  |
| 5.             | "Tears - Cristiano Veneza, Daniel Figueiredo e Edu Luke" | 2:24    |  |
| 6.             | "Arabesque - Daniel Figueiredo"                          | 2:09    |  |
| 7.             | "Anasong - Daniel Figueiredo"                            | 3:35    |  |
| 8.             | "Mar - Daniel Figueiredo"                                | 1:59    |  |
| 9.             | "Big - Daniel Figueiredo"                                | 2:21    |  |
| 10.            | "Miklat (Hebraico) - Fortuna e Gilbert"                  | 3:33    |  |
| 11.            | "Dedi - Marcelo Penido, Talita Capra e Ronaldo Lobo"     | 2:20    |  |
| 12.            | "Ritquinze - William Bordokan e Daniel Figueiredo"       | 2:09    |  |
| 13.            | "Dimmer - Daniel Figueiredo"                             | 2:22    |  |
| 14.            | "Giga - Daniel Figueiredo"                               | 4:22    |  |
| 15.            | "Elegante - Daniel Figueiredo"                           | 2:06    |  |
| 16.            | "Fall - Marcelo Penedo e Talita Capra"                   | 2:42    |  |
| 17.            | "Valente - Daniel Figueiredo"                            | 2:23    |  |
| 18.            | "You - Daniel Figueiredo"                                | 2:16    |  |
| 19.            | "Amuleto - Daniel Figueiredo"                            | 0:50    |  |
| 20.            | "Legado - Milton Guedes e Edu Luke"                      | 2:09    |  |
| 21.            | "Nonus - Daniel Figueiredo"                              | 2:23    |  |
| 22.            | "Numi (Hebraico) - Isabella Koppel"                      | 2:25    |  |
| 23.            | "Moisés e Zípora - Daniel Figueiredo"                    | 3:34    |  |
| Duração total: | Duração total:                                           | 57 min  |  |

## Repercussão

### Audiência e impacto junto ao público
Exibição original
A emissora estabeleceu uma meta de 13 pontos para a novela. Apesar disso, o primeiro capítulo de Os Dez Mandamentos registrou 12,1 pontos com cada ponto equivalendo a 67 mil domicílios na Grande São Paulo e teve a melhor estreia de uma novela da Record desde maio de 2010, com Ribeirão do Tempo (12,3). No confronto com Chiquititas, trama do SBT, entre 20h29 e 21h08, a novela bíblica perdeu: 11,4 a 12,1. Na média geral, a novela da rede de Edir Macedo empatou com a rede de Silvio Santos. No mesmo horário, a TV Globo teve 25,3 com o Jornal Nacional e 28,7 com Babilônia.
No capítulo exibido em 3 de abril de 2015, no ibope medido em Goiânia, Os Dez Mandamentos registrou 15,5 pontos, ao passo que a novela Babilônia marcou 14,5. Em Belém a novela conquistou a liderança por seis dias durante o mês de junho, sendo no dia 22 o dia de seu recorde obtendo 24 pontos contra 21 da Globo, sendo a região onde a novela teve a melhor média de audiência até então com 18 pontos e ainda no mês também bateu recorde em Goiânia chegando a 19 pontos e conquistando a liderança por sete dias.
Em 20 de abril a telenovela registrou seu recorde negativo com 10,6 na média, mas não foi motivo de desânimo.
Em 6 de abril a telenovela registrou seu primeiro recorde com 14,1 na média.
Depois de dois meses oscilando entre 11 a 14 pontos. Em 11 de junho, a telenovela registrou seu segundo recorde com 15,9 pontos oscilando na vice-liderança na Grande São Paulo. Já no Recife (onde cada ponto vale 11 mil domicílios), a telenovela oscilou na média de 14 pontos, com picos de 18,9 ficando 1 minuto na liderança vencendo a telenovela da Globo, Babilônia. Nesse capítulo, foi mostrada a cena em que a vilã Yunet, mata o rei Seti. No mesmo dia, em Fortaleza (onde cada ponto vale 17 mil domicílios), a novela amargou a terceira colocação com apenas 4,3 pontos, perdendo para a Globo com 29,8 pontos e para o SBT com 9,1.
Já em 15 de junho, registrou seu terceiro recorde com 16,6 garantindo a vice-liderança absoluta.
Em 31 de agosto de 2015 a telenovela bateu novo recorde de audiência na Grande São Paulo marcando 18,9 pontos de média, 21,0 de pico e 26% de share. Na mesma faixa horária, a Globo foi líder com 24,8 pontos, o SBT ocupou a terceira colocação com 11,5 pontos e a Band ficou em quarto lugar com 2,9 pontos. No mesmo dia também bateu recorde no Rio de Janeiro marcando 20 pontos de média.
Em 1º de setembro de 2015 a telenovela bateu novo recorde de audiência na Grande São Paulo  marcando 19,1 pontos de média, 21,0 de pico e 26% de share. Foi a maior audiência da Record desde 12 de novembro de 2008, quando Chamas da Vida, da autora Cristianne Fridman também conquistou 19 pontos. No mesmo dia também bateu recorde no Rio de Janeiro marcando 20,6 pontos de média, 22,1 de pico e 29,5% de share contra 25,1 da Globo e 9,0 do SBT.
Em 8 de setembro de 2015, um novo feito inédito, a telenovela ficou na liderança contra um jogo da Seleção Brasileira por cinco minutos neste período com 21 pontos. Nunca a Record empatou com a Globo em uma transmissão de partida da Seleção Brasileira. No Rio de Janeiro, outro empate, a novela da Record empatou com a Globo durante os 15 minutos em que enfrentou o jogo, marcando 22 pontos.
Em 11 de setembro de 2015, a novela bate novo recorde conseguindo alcançar uma média acima de 20 pontos na Grande São Paulo, fechando com 20,1 pontos com 22 de pico e 28% de participação contra 22,5 pontos da Globo com o Jornal Nacional e A Regra do Jogo, 11,6 do SBT com Cúmplices de um Resgate e Carrossel. No confronto direto com A Regra do Jogo, um novo feito inédito, ambas empataram com 21,7 pontos.
Em 14 de setembro de 2015, a novela bate novo recorde fechando com 20,2 pontos de média na Grande São Paulo.
Em 16 de setembro de 2015, a novela vence a novela A Regra do Jogo da TV Globo por 22,6 a 21,3 no confronto direto entre ambas que ocorreu na faixa das 21h06 às 21h43 no Rio de Janeiro. No mesmo dia liderou na Grande São Paulo por 13 minutos.
Em 17 de setembro de 2015, a trama liderou pela primeira vez na média geral com 20 pontos de audiência na Grande São Paulo. No confronto direito com A Regra do Jogo a vitória foi de 20,9 pontos de média contra 19,7 da novela da Globo.
Após o feito histórico de vencer a Globo e conquistar a liderança absoluta, a telenovela continuou a incomodar a emissora carioca mantendo se próxima no geral ou vencendo durante parte de sua exibição. Em 23 de setembro de 2015 a telenovela derrotou a telenovela da Globo A Regra do Jogo no confronto direto por 20 contra 19,6. No dia seguinte ocorreu um empate entre as novelas por 21 a 21 pontos.
Em 26 de outubro de 2015, a novela bate novo recorde fechando com 24 pontos de média na Grande São Paulo e 26 no Rio de Janeiro.
Finalmente em 29 de outubro de 2015 a novela liderou, pela primeira vez, o ibope de ponta a ponta, durante todo o horário de exibição do capítulo, derrotando os dois principais produtos do horário nobre da TV Globo, o Jornal Nacional e a novela A Regra do Jogo.
A repercussão da novela, tal como seu sucesso tem atraído público dos principais concorrentes no horário, Jornal Nacional e da novela das 21h, A Regra do Jogo, da Globo. Desde a trilogia de Os Mutantes: Caminhos do Coração (2009), uma novela da emissora não alcançava um Ibope tão positivo. Devido aos índices de audiência a emissora anunciou que esticaria a trama, ampliando sua duração. A novela teve sucesso na imprensa internacional e teve elogios do Jornal Inglês The Guardian. A novela foi capa da revista Veja Rio do mês de Julho, com o título "O Egito é aqui" com as imagens de Moisés (Guilherme Winter), Zípora (Gisele Itié), Nefertari (Camila Rodrigues) e Ramsés (Sérgio Marone) devidamente caracterizados como os personagens, a matéria trazia bastidores da novela que aquela altura já impressionava o público e a crítica. Um mês antes, Os Dez Mandamentos havia sido assunto de matéria da revista IstoÉ daquele mês, com o título "Game of Bíblia" em alusão a mundialmente aclamada série norte-americana Game of Thrones. A revista não falava só da novela, mas de todas as minisséries bíblicas anteriores e de um possível projeto de uma série em inglês para mercado exterior.
O segundo capítulo de A Regra do Jogo, sucessora de Babilônia, previsto para ir ao ar às 21h30 do dia 1º de setembro de 2015, começou apenas às 21h53, fazendo com que o Jornal Nacional ficasse no ar por mais de uma hora. Isso aconteceu pois Os Dez Mandamentos marcava 19 pontos de média desde seu início, às 20h40 (devido à propaganda política obrigatória transmitida anteriormente). Sendo assim, para não perder audiência, a Globo esticou o máximo que pode seu noticiário, fazendo ainda com que a Record encerrasse sua novela apenas às 21h58, exibindo cenas marcadas para o capítulo do dia seguinte. Gabriel Vaquer, colunista do portal NaTelinha, mostrou-se chocado com a atitude da emissora carioca: "A briga de audiência na faixa das 20h30 e 22h entre Globo e Record chegou a níveis estratosféricos e impensáveis até mesmo para o fã que acompanha diariamente os bastidores da televisão". O esticamento de Os Dez Mandamentos também foi considerado "impressionante" pelo jornalista: "O mais impressionante foi o modo com que a Record fez o esticamento: a novela exibiu cenas que estavam previstas para ir ao ar apenas nesta quarta (02). Um efeito de final de capítulo chegou a ser realizado por volta de 21h45, mas a trama continuou no ar com cenas que não estavam previstas. A ação foi feita ao vivo e até o telespectador mais leigo pôde comprovar isso".
Devido ao grande sucesso de audiência e faturamento, a Record pensou em estender Os Dez Mandamentos até dezembro de 2015 ou janeiro de 2016, mas segundo o diretor, a novela teria apenas 176 capítulos, terminando em meados de novembro, mas por motivos da boa audiência, a Record decidiu que o folhetim teria segunda temporada em 2016, sucedendo Sansão e Dalila e antecedendo A Terra Prometida (continuação).
E em 10 de novembro de 2015, a trama cravou recorde histórico novamente: cravou média de 28 pontos com picos de 31 e 39% de share na Grande São Paulo, no Rio de Janeiro, cravou 32 pontos com 36 de pico e 47% de share, abrindo uma vantagem de 8 pontos sobre a Globo nas duas cidades, que cravou 20,8 pontos no mesmo horário em São Paulo e 24 no Rio de Janeiro. Neste dia, foram exibidas as cenas da abertura do mar vermelho. Se manteve bem toda a semana, mas quando começou a passar junto com a reprise Rei Davi, o folhetim perdeu audiência. No feriado do dia 20 de novembro, o folhetim fechou com 17,7 pontos de média, picos de 20 e 24% de share na grande São Paulo, considerada a pior média da novela em dois meses, o SBT exibia Cúmplices de um Resgate, que só marcava 7,3 pontos de média, sendo considerada a pior média do folhetim do SBT. Em 23 de novembro de 2015, a novela bíblica encerrou sua primeira temporada com, 23,5 pontos de média no Ibope da Grande São Paulo.
Em 4 de abril de 2016 estreou o primeiro capitulo da segunda temporada de Os Dez Mandamentos. Em comunicado, a emissora paulistana informou que a nova fase da trama consolidou o segundo lugar isolado com média de 19 pontos, na faixa das 20h35 às 21h55, o que significa um  de 56% no comparativo com a estreia da primeira temporada da novela, em março de 2015. A trama, escrita por Vívian de Oliveira com direção de Alexandre Avancini, também aumentou a audiência em 70% no comparativo com segunda-feira passada, que registrou 11 pontos de média. Cada ponto do Ibope equivale a 67 mil domicílios na Grande São Paulo. E no Rio de Janeiro, a novela registrou 21 pontos de média e também consolidou o segundo lugar isolado. Isto representa um aumento de 50% na audiência no comparativo com a estreia da primeira temporada, que marcou 14 pontos de média. O capítulo já começou com caprichados efeitos especiais produzidos pela produtora Casablanca, nova responsável pela dramaturgia da Record. A estreia da nova temporada movimentou as redes sociais: a tag da nova fase da novela da Record foi o assunto mais comentado no Twitter em todo o mundo. No Brasil, muitos espectadores elogiaram a retomada da trama.
A primeira semana da nova temporada fez a audiência da emissora paulista subir consideravelmente, no mesmo horário, é exibido o Jornal Nacional e depois a novela Velho Chico, neste horário, a Globo teve queda de audiência, no momento em que as duas novelas bateram de frente, o que aconteceu por 39 minutos, a Record marcou 16,1 pontos, enquanto a Globo fez apenas 23,8 pontos. Na média final, com alguns minutinhos a mais (e depois que 'Os Dez Mandamentos' acabou), Velho Chico fechou com prévia de 27 pontos, até agora o pior resultado do enredo supervisionado por Benedito Ruy Barbosa. Os dados revelam a preferência dos telespectadores da grande São Paulo, onde cada ponto equivale cerca de 69 mil domicílios. Na terça-feira, o segundo capítulo manteve a vice-liderança absoluta em São Paulo, com média de 17 pontos e pico de 18 pontos. E na quarta-feira a novela teve média de 16 pontos, pico de 18 pontos e share de 22%, a trama abriu vantagem de 5 pontos da terceira colocada que marcou 11 pontos de média. No Rio de Janeiro, a novela também alcançou 16 pontos de média, pico de 18 pontos e share de 23%, consolidando o segundo lugar isolado.
Na noite de quinta-feira, a novela Os Dez Mandamentos – Nova Temporada manteve o segundo lugar isolado com média de 16 pontos, ou seja, audiência 50% maior que a terceira colocada, que marcou apenas 11 pontos de média. O pico foi de 17 pontos e o share de 21%. A trama de Vivian de Oliveira foi ao ar na faixa das 20h42 às 21h49. E no Rio de Janeiro, a novela consolidou o segundo lugar isolado com média de 15 pontos. A nova leva de capítulos reconduziu a novela da Record ao posto de atração mais vista da emissora e garante com ampla vantagem a vice-liderança na sua faixa horária, a trama de Moisés teve desempenho ainda melhor no Ibope com a estreia de Escrava Mãe, novela que a antecede na programação.
O sucesso de "Os Dez Mandamentos" chegou ao ouvidos dos americanos. Em reportagem extensa publicada no "The New York Times", um dos mais importantes jornais dos EUA, falou sobre a força da teledramaturgia brasileira, e a novela da Record ganhou destaque. A trama da Record é tratada como uma produção diferenciada por seus efeitos especiais, e por uma história que mistura milagres e calamidades. O diretor Alexandre Avancini fala sobre o sucesso do folhetim bíblico na reportagem: "Infelizmente nós vivemos em uma era no Brasil com muita corrupção. Moisés não é corruptível. Ele luta contra o grande poder para mudar a situação. Os brasileiros podem ver um pouco de esperança nesta história ", explica o diretor Alexandre Avancini. A reportagem também conta que o folhetim da Record ameaçou a Globo e que está rendendo novos frutos como uma nova fase da novela, um filme e um musical.
Em 20 de junho de 2016, a novela entra em sua reta final, a história estrelada por Guilherme Winter continua isolada em segundo lugar com excelentes 16,0 pontos.
Em 21 de junho de 2016, a novela bateu recorde de audiência no capítulo em que a terra se abriu, de acordo com o colunista Ricardo Feltrin, o folhetim escrito por Vivian de Oliveira fechou com média de 19 pontos de ibope e pico de 21 segundo dados de audiência da Kantar Ibope. Na cena responsável pelo recorde de audiência, Corá (Vitor Hugo) é castigado após se rebelar contra Moisés (Guilherme Winter). Todos os que duvidavam do poder de Deus foram engolidos pela terra.
Em 27 de junho de 2016, a segunda temporada da novela bíblica conquistou índices excelentes para a emissora, ás 21h05 a trama marcava 19,8 de audiência.
Guilherme Winter e Sérgio Marone viajaram para Argentina, para divulgar o sucesso de Os Dez Mandamentos, super sorridentes, os dois atores cumpriram vários compromissos no país, onde chegaram até a participar do programa da famosa apresentadora Susana Giménez, na renomada emissora local Telefe. O programa alcançou a casa dos 29 pontos de audiência.
Em 4 de julho de 2016 foi exibido o último capítulo de Os Dez Mandamentos. Exibido das 20h37 às 22h05, o final do folhetim bíblico escrito por Vívian de Oliveira foi vice-líder isolado com 19,4 pontos de média, 21 de pico e 25% de share, batendo recorde de audiência na temporada, segundo dados consolidados da Grande São Paulo. Cada ponto equivale a 69,4 mil domicílios na Grande São Paulo e a 43,3 mil no Rio de Janeiro. A média geral da trama ficou na casa dos 16 pontos, ótimos números para a emissora. Os fãs que acompanharam a saga de Moisés e do povo hebreu desde o início se despediram da trama com desfechos surpreendentes, O final de Os Dez Mandamentos teve mortes, traições, reencontros e muita emoção, principalmente no momento em que Moisés (Guilherme Winter) apresenta Josué (Sidney Sampaio) como o novo líder do povo hebreu. O reencontro de Adira (Rayana Carvalho) com os filhos, as mortes de Zur (Dudu Azevedo) e Balaão (Leonardo Vieira) e a partida de Moisés foram alguns dos destaques do desfecho da novela escrita por Vivian de Oliveira, com direção de Alexandre Avancini. Nas redes sociais, a repercussão foi grande, os fãs comentaram bastante o último capítulo da novela de maior sucesso da Record, que deu origem ao filme de maior público do Brasil e também a um musical.
"Estou muito satisfeita com o resultado e em ver todo mundo trabalhando feliz. Sempre achei que o público fosse gostar e se encantar com a história, que é bem rica, emblemática e com personagens verdadeiros. A novela tratou de temas fortes e conflitos familiares. E também resgatou o sonho e a fé que estavam muito esquecidos."— Vivian de Oliveira

### Reprises
Record (2017)
A estreia da reprise aconteceu no dia 25 de julho de 2017 no horário das 18h20 junto com a nova programação da Record, mas com seu primeiro capítulo a novela apresentou índices abaixo do esperado cravando 6.5 pontos e estreando em terceiro lugar. Desde então a novela vinha cravando médias entre 5 e 6 pontos na Grande São Paulo chegando a ficar em quarto lugar em alguns minutos em seu antigo horário, mas disputando acirradamente o segundo lugar contra o SBT e a Rede Bandeirantes. Mas mesmo com índices pouco expressivos em São Paulo, a novela vinha registrando índices satisfatórios em algumas praças, mas longe do patamar da sua exibição original em 2015, como em Salvador onde no período de 31 de julho e 6 de agosto a novela acumulou 12 pontos de média e alavancando o horário nobre. Já em Goiânia a novela teve média de 11 pontos no mesmo período e se consolidou como a terceira maior audiência da Record, ficando atrás apenas de O Rico e Lázaro com 15 pontos e do Domingo Espetacular com 12 pontos. Em Belo Horizonte a novela consolidou 9 pontos de média e empatou com a reprise de Vidas em Jogo e o "MG Record". Já no PTN a novela acumulou 7 pontos.
Seu maior índice até então foi de 8 pontos registrado em 27 de setembro de 2017, quando alcançou pela única vez a vice-liderança na faixa das 18h20. Seu pior índice foi de 4.5 pontos registrado nos dias 8 de setembro de 22 de dezembro de 2017.
Com a estreia da "nova grade" no dia 29 de janeiro de 2018 sem o "SP Record" e com o fim da telenovela Belaventura, a novela passou a ser exibida as 19h45 e com a estreia já no novo horário, a trama cravou novamente 8 pontos e assumiu a vice liderança ponta a ponta contra o SBT Brasil.
Voltou a assumir a vice liderança no dia seguinte 30 de janeiro de 2018, chegando a 8.6 pontos contra 7.9(8) do SBT novamente numa disputa ponta a ponta.
Com a mudança de horário a novela cresceu 38% em relação ao horário anterior e pela antecessora Belaventura, além de impulsionar a novela seguinte, no caso Apocalipse.
Em 1º de fevereiro, a novela chegou aos 9 pontos de média. No dia 6 de fevereiro a novela chegou pela primeira vez aos 10 pontos de média. Nos dias 15, 20 e 22 de fevereiro chegou aos 10,4 pontos de média.
Em 8 de março a novela registrou 11 pontos de média na Grande São Paulo e 12 pontos na Região Metropolitana do Rio de Janeiro e em ambas as regiões assumiu a vice liderança deixando o SBT Brasil em terceiro lugar com 8 pontos nas duas cidades.
Em 26 de março cravou 12 pontos na Grande São Paulo, seguindo com a sequência de recordes de audiência, fato que não acontecia desde o período em que era exibida às 18h20.
Em 2 de abril a novela chegou aos 13 pontos de média e em algumas ocasiões registrou 14 pontos com as cenas da Décima Praga, mantendo assim mais uma sequência absoluta de recordes. Com a continuação das cenas da décima e última praga no dia 3 de abril de 2018 a novela enfim chegou aos 14 pontos de média abrindo 6 pontos de vantagem contra o SBT.
Em seu último capítulo exibido em 24 de julho de 2018, a trama registrou 12.9 (13) pontos de média e foi vice-líder isolado, deixando o SBT em terceiro lugar com 7.3 pontos com a exibição do SBT Brasil. A reprise teve média geral de 8 pontos, índice considerado dentro dos padrões da Record, além de ter um surpreendente crescimento em sua mudança de horário.
TV Brasil (2021)
O primeiro capítulo teve audiência média de 0,5 pontos, alavancando os índices da faixa nobre. No Rio de Janeiro, estreou com 0,2 pontos, ficando em 5° lugar. Ao longo de sua exibição, acumulou uma audiência média de 1 ponto, índice acima dos padrões da emissora governamental, tendo momentos com picos de 2 pontos. Na reta final, passou a registrar 3 pontos, assumindo assim o quarto lugar isolado em determinados momentos, vencendo a Rede Bandeirantes.
Record (2022)
Reestreou com 4,8 pontos, mantendo a vice-liderança isolada na faixa das 15h30. No entanto, foi o menor índice de uma reestreia na faixa desde a segunda reprise de Prova de Amor (2005) em 2015. O segundo capítulo registrou 5,4 pontos. Em 31 de outubro marcou 6,2 pontos.
Com a exibição do capítulo sobre as pragas do Egito, a novela bateu recorde no dia 4 de abril de 2023 com 6,6 pontos e picos de 8,3 pontos, ficando na vice-liderança isolada, além de encostar na TV Globo, que exibia a Sessão da Tarde com o filme Jogador N° 1, consolidando 7,7 pontos. No dia seguinte (5 de abril) bate seu segundo recorde com 6,8 pontos exibindo as sequências do capítulo anterior. No dia 13 do mesmo mês, bateu seu terceiro recorde com 7,1 pontos. No dia 18, bate seu quarto recorde com 7,3 pontos. No dia 17 de maio, bate seu quinto recorde com 7,4 pontos. No dia 22, bate seu sexto recorde com 7,8 pontos. No dia 30, bate seu sétimo recorde com 8 pontos. Em 13 de junho, com o esperado capítulo da abertura do Mar Vermelho, a novela bateu seu oitavo recorde com 8,3 pontos e picos de 9.
O último capítulo registrou 5,8 pontos. Fechou com a média geral de 5,6 pontos, aumentando em 1.4 pontos a audiência do horário.

### Análise da crítica e controvérsias
Patrícia Kogut, do O Globo, elogiou o fato de que "o périplo de Moisés no Êxodo tenha sido escolhido" para adaptação a uma novela, uma vez que é "história rica e vocacionada para a seriação", o que corresponde com uma obra de 170 capítulos, bem como a atuação de atores como Milhem Cortaz, Angelina Muniz e Zécarlos Machado, mas fez notar "ritmo arrastado" da trama.
Raphael Scire, em texto publicado no UOL, elogiou a produção, em especial a caracterização dos personagens e a cenografia, ainda que lembrassem alegorias carnavalescas, afirmando que poderia dar a impressão ao público de estarem assistindo a um desfile de escola de samba fora de época. A analogia carnavalesca seria usada também para sintetizar o que ele via como o "desafio" da produção: se manter "impecável" até o final, "até a apoteose". Para Scire, o principal problema da telenovela está em sua fidelidade ao texto bíblico: "(...) o problema principal está no texto, que fez pouquíssimas concessões ao original bíblico nessa adaptação para a televisão, o que deixa a novela um tanto hermética. Reside aí o primeiro problema da produção, feita para quem conhece a Bíblia de trás para frente e já tem certa familiaridade com as histórias", criticando inclusive o uso de nomes de origem egípcia para personagens como a princesa Henutmire, interpretada por Mel Lisboa nos primeiros capítulos, ao invés de que os nomes fossem adaptados para o português. Scire criticou o que viu no texto como sendo "uma nítida tentativa de trazer didatismo aos diálogos, o que torna tudo muito artificial e pomposo", e comparando Os Dez Mandamentos com Rei Davi e José do Egito, via que a autora, Vivian de Oliveira, havia deixado de lado o cuidado de não tornar a produção uma forma de evangelismo: "Em suas minisséries, a autora teve o cuidado de não torná-las peças evangelizadoras, mas numa novela com mais de cem capítulos esse cuidado tem de ser redobrado. O que deve ser colocado como objetivo antes mesmo da estreia da telenovela, Israel Gonçalves, um pastor pertencente ao quadro da Assembleia de Deus Ministério Madureira criticara a produção, apontando que embora fosse baseada na Bíblia, "em nada evangeliza ou contribui pra edificação espiritual de ninguém". Em um texto intitulado "10 razões por que a novela Os Dez Mandamentos é tão prejudicial quanto a novela Babilônia", o pastor listaria uma série de motivos com o objetivo de convencer os membros de sua congregação e de outras denominações a não acompanharem a produção, comparando-a negativamente com a telenovela Babilônia, também criticada por outras denominações e pela Igreja Católica: "enquanto numa tem cenas de beijos e pares de pessoas do mesmo sexo, na ‘novela bíblica’ tem até envenenamento, traições, tentativas de aborto e outras coisas mais abomináveis ainda". Para Gonçalves, o fato de Os Dez Mandamentos "ser uma ‘novela’ e não uma leitura real dos textos bíblicos" já era um motivo para não acompanhar a produção, e que os cristãos deveriam congregar e se dedicar a servir a Deus em seu tempo livre, ao invés de assistir à produção.

## Reprises
Record (primeira reprise)
A Record anunciou que a novela voltaria a ser exibida em 25 de julho de 2017, às 18h15min, de segunda a sexta, tendo o telejornal policial Cidade Alerta sido encurtado para se adaptar ao novo horário de novelas da emissora. Com a baixa audiência no horário, a partir de 29 de janeiro de 2018 foi anunciada a mudança de horário da novela, passando a ser exibida às 19h45min, com o objetivo de levantar os índices do horário, substituindo Belaventura, já que a sua sucessora, Topíssima, foi adiada. Após o término da primeira temporada, também começa a reprise da segunda temporada da novela. O ultimo capítulo foi ao ar em 24 de julho, terminando com 261 capítulos, dezenove a mais do que na primeira exibição em 2015. A reprise da novela foi substituída pela sua sucessora original: A Terra Prometida.
TV Brasil
Foi reexibida na íntegra pela emissora governamental TV Brasil de 5 de abril de 2021 a 11 de janeiro de 2022, sendo substituída por A Escrava Isaura, com exibição de segunda a sábado às 20h30.
Record (compacto A Bíblia)
Estava cotada para substituir Belaventura na faixa vespertina das 16h e reestrearia em junho de 2021, seguindo a ordem cronológica das tramas bíblicas, sendo essa a sua segunda reprise na emissora original. Porém, a reprise foi adiada por questões estratégicas. Quatro meses depois foi anunciada a segunda reprise, agora de maneira compacta, fazendo parte do especial A Bíblia, junto com Gênesis e A Terra Prometida, enquanto a próxima novela inédita, intitulada Reis, encontrava-se em produção. A novela foi reexibida de 25 de janeiro a 3 de março de 2022, num resumo de 28 capítulos. A série A Bíblia inovou ao mostrar as tramas na visão de Deus e servir como ponto de partida para Reis, seguindo a ordem cronológica da Bíblia. As cenas de Os Dez Mandamentos e A Terra Prometida foram redubladas por Flávio Galvão, como a voz de Deus, a mesma apresentada em Gênesis. Outra diferença que o público pôde notar foram os flashbacks sobre a história de José onde originalmente apareciam cenas do ator Ângelo Paes Leme na pele do governador na minissérie José do Egito, agora no especial trocadas por cenas da novela Gênesis. 
Rede Mais Família
Também foi exibida pela Rede Mais Família entre 27 de outubro de 2021 e 25 de julho de 2022, na faixa das 20h30, sendo substituída pela sucessora original, A Terra Prometida.
Rede Família
Foi reexibida na íntegra pela Rede Família, emissora pertencente do Grupo Record, de 7 de março de 2022 a 3 de março de 2023, substituindo Cidadão Brasileiro e sendo substituída por A Terra Prometida, no horário das 19h30.
Record (terceira reprise)
Foi reexibida pela terceira vez na Record de 17 de outubro de 2022 a 2 de outubro de 2023, em 250 capítulos, substituindo Chamas da Vida e sendo novamente substituída por A Terra Prometida na faixa das 15h30. Tal reprise foi anunciada como exibição especial, sendo transmitida na íntegra, apesar de ser esticada em oito capítulos. Não foi exibido em 1.° de novembro de 2022 devido à cobertura jornalística das manifestações contra o resultado da eleição presidencial e pelo pronunciamento do presidente e candidato derrotado no pleito, Jair Bolsonaro (PL).
Samsung TV Plus e streaming
Em 10 de novembro de 2022, ganhou um canal exclusivo pela Samsung TV Plus, serviço de streaming da marca de eletrônicos sul-coreana, com a transmissão de todos os capítulos da novela por 24 horas, sem intervalos comerciais. Foi disponibilizada para streaming na Netflix, atualmente, se encontra disponível no PlayPlus, do Grupo Record. 
TLN Novelas
Foi exibida pelo canal TNT Novelas entre 25 de setembro de 2023 a 30 de agosto de 2024 e sendo substituída por Reis, sendo a primeira produção nacional a ser exibida pelo novo canal, marcando também a sua passagem inédita na TV por assinatura.
Está sendo exibida pela segunda vez pelo TNT Novelas às 10h15 da manhã desde 30 de setembro de 2024.

## Prêmios e indicações
| Ano  | Prêmio                                                 | Categoria                        | Indicação                | Resultado | Ref.            |
| ---- | ------------------------------------------------------ | -------------------------------- | ------------------------ | --------- | --------------- |
| 2015 | Prêmio Extra de Televisão                              | Melhor Novela                    | Vívian de Oliveira       | Indicado  | [ 147 ]         |
| 2015 | Prêmio Extra de Televisão                              | Melhor Ator Coadjuvante          | Zécarlos Machado         | Indicado  | [ 147 ]         |
| 2015 | «Troféu AIB De Imprensa». aibnews.com.br               | Melhor Ator                      | Guilherme Winter         | Venceu    | [ 148 ]         |
| 2015 | «Troféu AIB De Imprensa». aibnews.com.br               | Melhor Atriz                     | Denise Del Vecchio       | Indicado  | [ 148 ]         |
| 2015 | Troféu APCA                                            | Melhor Novela                    | Vívian de Oliveira       | Indicado  | [ 149 ] [ 150 ] |
| 2015 | Troféu UOL TV                                          | Melhor Novela                    | Vívian de Oliveira       | Venceu    | [ 151 ]         |
| 2015 | Troféu UOL TV                                          | Melhor Ator                      | Sérgio Marone            | Indicado  | [ 151 ]         |
| 2015 | Troféu UOL TV                                          | Melhor Ator                      | Guilherme Winter         | Venceu    | [ 151 ]         |
| 2015 | Troféu UOL TV                                          | Prêmio Quem Deu o que Falar      | Abertura do Mar Vermelho | Venceu    | [ 151 ]         |
| 2015 | Prêmio F5                                              | Melhor Novela                    | Vívian de Oliveira       | Venceu    | [ 152 ]         |
| 2015 | Prêmio F5                                              | Melhor Ator                      | Sérgio Marone            | Venceu    | [ 152 ]         |
| 2015 | Prêmio Quem de Televisão                               | Melhor Autor                     | Vivian de Oliveira       | Indicado  | [ 153 ]         |
| 2015 | Prêmio Quem de Televisão                               | Melhor Ator                      | Guilherme Winter         | Indicado  | [ 153 ]         |
| 2015 | «Prêmio FVO». www.famaviponline.com.br                 | Melhor Novela                    | Vívian de Oliveira       | Indicado  | [ 154 ] [ 155 ] |
| 2015 | «Prêmio FVO». www.famaviponline.com.br                 | Melhor Ator                      | Sérgio Marone            | Venceu    | [ 154 ] [ 155 ] |
| 2015 | «Prêmio FVO». www.famaviponline.com.br                 | Melhor Atriz                     | Camila Rodrigues         | Indicado  | [ 154 ] [ 155 ] |
| 2015 | «Prêmio FVO». www.famaviponline.com.br                 | Melhor Atriz                     | Adriana Garambone        | Indicado  | [ 154 ] [ 155 ] |
| 2015 | «Prêmio FVO». www.famaviponline.com.br                 | Melhor Ator Mirim/Adolescente    | José Victor Pires        | Indicado  | [ 154 ] [ 155 ] |
| 2015 | «Melhores do Ano NaTelinha». natelinha.ne10.uol.com.br | Melhor Novela                    | Vívian de Oliveira       | Venceu    | [ 156 ]         |
| 2015 | «Melhores do Ano NaTelinha». natelinha.ne10.uol.com.br | Melhor Atriz                     | Adriana Garambone        | Venceu    | [ 156 ]         |
| 2015 | «Melhores do Ano NaTelinha». natelinha.ne10.uol.com.br | Melhor Ator                      | Guilherme Winter         | Venceu    | [ 156 ]         |
| 2015 | «Melhores do Ano NaTelinha». natelinha.ne10.uol.com.br | Melhor Ator ou Atriz Coadjuvante | Giuseppe Oristânio       | Venceu    | [ 156 ]         |
| 2015 | «Melhores do Ano NaTelinha». natelinha.ne10.uol.com.br | Melhor Autor de TV               | Vivian de Oliveira       | Venceu    | [ 156 ]         |
| 2015 | «Melhores do Ano NaTelinha». natelinha.ne10.uol.com.br | Maior Destaque Técnico/Produção  | Alexandre Avancini       | Venceu    | [ 156 ]         |
| 2015 | Troféu Imprensa                                        | Melhor Novela                    | Vívian de Oliveira       | Indicado  | [ 157 ]         |
| 2015 | Troféu Imprensa                                        | Melhor Ator                      | Guilherme Winter         | Venceu    | [ 157 ]         |
| 2015 | Troféu Imprensa                                        | Revelação                        | Renato Livera            | Indicado  | [ 157 ]         |
| 2015 | Troféu Internet                                        | Melhor Novela                    | Vívian de Oliveira       | Venceu    | [ 157 ]         |
| 2015 | Troféu Internet                                        | Melhor Ator                      | Guilherme Winter         | Indicado  | [ 157 ]         |
| 2015 | Troféu Internet                                        | Melhor Ator                      | Sérgio Marone            | Indicado  | [ 157 ]         |
| 2015 | Troféu Internet                                        | Melhor Atriz                     | Adriana Garambone        | Indicado  | [ 157 ]         |
| 2015 | Troféu Internet                                        | Melhor Atriz                     | Camila Rodrigues         | Indicado  | [ 157 ]         |
| 2015 | Troféu Internet                                        | Melhor Atriz                     | Denise Del Vecchio       | Indicado  | [ 157 ]         |
| 2015 | Troféu Internet                                        | Revelação                        | Renato Livera            | Indicado  | [ 157 ]         |
| 2015 | Troféu Internet                                        | Revelação                        | Fernando Sampaio         | Indicado  | [ 157 ]         |
| 2015 | Seoul International Drama Awards                       | Melhor Novela                    | Vívian de Oliveira       | Indicado  | [ 158 ]         |
| 2015 | Seoul International Drama Awards                       | Melhor Diretor                   | Alexandre Avancini       | Indicado  | [ 158 ]         |
| 2015 | Seoul International Drama Awards                       | Melhor Escritor                  | Vívian de Oliveira       | Indicado  | [ 158 ]         |
| 2015 | Shorty Awards                                          | "Television"                     | Vívian de Oliveira       | Indicado  | [ 12 ]          |

## Outros projetos

### Filme
A Record fez uma parceria com a Paris Filmes e divulgou em novembro, durante o término da exibição de um capítulo da trama e também nas redes sociais, a data de estreia do lançamento do longa-metragem Os Dez Mandamentos - O Filme, que foi exibido no dia 28 de janeiro de 2016, em todos os cinemas do Brasil. O filme teve cenas inéditas e também um final surpreendente ainda não visto. O trailer oficial do filme foi lançado na última semana de dezembro, e foi compartilhada pelos fãs nas redes sociais, que ficaram na expectativa para a estreia do filme. O filme superou um dos maiores recordes de bilheteria do cinema nacional com 11,2 milhões de ingressos vendidos, se tornou o filme mais assistido do cinema brasileiro, superando o recordista anterior "Tropa de Elite 2" que agora ocupa a segunda posição do ranking.
No dia 24 de março, foi exibido uma edição especial de Páscoa durante a Semana Santa. O título foi nomeado como ''Os Dez Mandamentos - O Filme: Edição Especial de Páscoa''. O filme teve uma versão estendida com cinco minutos de acréscimo, mostrando as cenas inéditas da segunda temporada da novela e os símbolos sagrados da Páscoa (ou Pessach, que significa ''passar por cima'', em hebraico). Como o sangue que passavam nas ombreiras das portas para evitar a entrada do anjo destruidor, segundo a ordem de Deus descrita na Bíblia e os pães ázimos e as ervas amargas. Para os cristãos, a Páscoa é celebrada a Sexta-feira Santa que é a crucificação de Jesus e o domingo, que é o dia da ressurreição. Com o grande sucesso de "Os Dez Mandamentos - O Filme" é lançado pela Paris Filmes a versão em DVD e Blu-Ray, que está á venda nas principais lojas do Brasil.

### Musical
Pelas mãos da Chaim Produções, uma das maiores produtoras de teatro musical de São Paulo, chegou aos palcos do Teatro Procópio Ferreira em 2016 a versão teatral da novela, Os Dez Mandamentos: O Musical. Com direção de Fernanda Chamma, o musical chegou aos palcos em agosto de 2016 com músicas originais de Wladimir Pinheiro.
Elenco
| Ator/Atriz                                   | Personagem       |
| -------------------------------------------- | ---------------- |
| Julio Mancini Thiago Lemmos (substituto)     | Moisés           |
| Tassia Cabanas                               | Zípora           |
| Thiago Machado Max Grácio (substituto)       | Ramessés II      |
| Bruna Pazinato Mariana Saraiva (substituta)  | Nefertari        |
| Carla Vasquez                                | Yunet            |
| Thiago Lemmos                                | Arão             |
| Raquel Paulin Brenda Nadler (substituta)     | Miriã            |
| Giovanna Zotti                               | Joquebede        |
| Ivan Parente                                 | Anrão            |
| Arthur Berges                                | Josué            |
| Tony Germano                                 | Jetro            |
| Max Grácio Marcos Lanza (substituto)         | Seti I           |
| Ana Araújo Carla Vasquez (substituta)        | Henutmire        |
| Lucas Righi                                  | Arão (jovem)     |
| Lucas Righi                                  | Amenhotep        |
| Thaynara Bergamin Brenda Nadler (substituta) | Miriã (jovem)    |
| Marcos Lanza Willian Sancar (substituto)     | Sábio do Palácio |
| César Willian                                | Voz de Deus      |

Números Musicais
| Ato I - "Escutai" – Seti I e ensemble. - "Pelas Mãos de Deus" – Jovem Miriã, Joquebede e Henutmire. - "Há de Ser Assim" – Joquebede - “Outro Lar” – Joquebede - "Divina Esposa" – Ramessés, Moisés e Nefertari. - "Não Mais Que Um Homem" – Moisés - "Quase Um Filho/Não Mais Que Um Homem (reprise)" – Moisés e Anrão - "Não Mais Que Um Homem (reprise II)/Escutai (reprise)" – Moisés e ensemble. - "Não Mais Que Um Homem (versão de Seti)” – Seti I e ensemble. - "Não Mais Que Um Homem (deserto)” – Moisés - "Basta Escolher” – Jetro e ensemble. - "No Poço Te Encontrei” – Moisés e Zípora. - "Um Libertador” – Anrão, Joquebede, Miriã, Arão e ensemble. - "Eis O Meu Papel” – Moisés | Ato II - "Filho, Amigo, Irmão" – Anrão e ensemble. - "Pode Vir" – Ramessés, Nefertari e Henutmire. - "Protetores do Egito" – Ramessés e ensemble. - "Libertai" – elenco de Os Dez Mandamentos, O Musical. - "Dez Pragas" – Moisés, Ramessés e ensemble. - "Eterna Dor" – elenco de Os Dez Mandamentos, O Musical. - "Vida Nova" – Miriã, Zípora e ensemble. - "Presente de Vingança" – Nefertari. - "Maior Que A Morte" – Ramessés. - "Bezerro de Ouro" – Arão e ensemble. - "Os Dez Mandamentos" – Josué e ensemble. - "Finale" – elenco de Os Dez Mandamentos, O Musical. |

## Exibição Internacional
| País                 | Canal                                                             | Título local                   |
| -------------------- | ----------------------------------------------------------------- | ------------------------------ |
| Brasil               | RecordTV                                                          | Os Dez Mandamentos             |
| Brasil               | TV Brasil/Rede Mais Família                                       | Os Dez Mandamentos             |
| Brasil               | Rede Família                                                      | Os Dez Mandamentos             |
| Brasil               | TNT Novelas                                                       | Os Dez Mandamentos             |
| Portugal             | RecordTV Europa                                                   | Os Dez Mandamentos             |
| Moçambique           | TV Miramar                                                        | Os Dez Mandamentos             |
| Cabo Verde           | RecordTV Cabo Verde                                               | Os Dez Mandamentos             |
| Angola               | RecordTV África TV Zimbo                                          | Os Dez Mandamentos             |
| Madagáscar           | TV Record Madagascar                                              | Os Dez Mandamentos             |
| Japão                | RecordTV Japan                                                    | Os Dez Mandamentos             |
| União Europeia       | RecordTV Europa                                                   | Os Dez Mandamentos             |
| Chile                | TVN                                                               | Moisés y Los Diez Mandamientos |
| Peru                 | Latina Televisión                                                 | Moisés y Los Diez Mandamientos |
| Estados Unidos       | Antigo MundoMax                                                   | Moisés y Los Diez Mandamientos |
| República Dominicana | Telemicro                                                         | Moisés y Los Diez Mandamientos |
| México               | Imagen Televisión                                                 | Moisés y Los Diez Mandamientos |
| Chile                | Canal 25 VTR (estreia em novembro de 2020)                        | Moisés y Los Diez Mandamientos |
| Costa Rica           | Teletica                                                          | Moisés y Los Diez Mandamientos |
| Panamá               | Telemetro                                                         | Moisés y Los Diez Mandamientos |
| Guatemala            | Canal 27                                                          | Moisés y Los Diez Mandamientos |
| Porto Rico           | Univision                                                         | Moisés y Los Diez Mandamientos |
| Argentina            | Telefe Canal 19 Nuevo Siglo Cable TV (estreia em 2020)            | Moisés y Los Diez Mandamientos |
| Paraguai             | Telefuturo Canal 21 Nuevo Siglo Cable TV (estreia em 2020)        | Moisés y Los Diez Mandamientos |
| Uruguai              | Saeta TV Canal 10 Canal 22 Nuevo Siglo Cable TV (estreia em 2020) |                                |
| Estados Unidos       | UniMás                                                            | Los Diez Mandamientos          |
| Polónia              | TV Puls                                                           | Dziesięć przykazań             |
| Colômbia             | Caracol Televisión                                                | Moisés                         |
| Equador              | Ecuavisa                                                          | Los 10 Mandamientos            |
| Quênia               | KTN Kenya                                                         | Moses and the ten Commandments |
| Uganda               | Record TV Uganda                                                  | Moses and the ten Commandments |